# Marina di Giacomo
Marina di Giacomo, född den 9 januari 1976 i Godoy Cruz, Argentina, är en argentinsk landhockeyspelare.
Hon tog OS-brons i damernas landhockeyturnering i samband med de olympiska landhockeytävlingarna 2004 i Aten.